# Muscicapella
Muscicapella is een overbodig geworden geslacht van zangvogels uit de familie vliegenvangers (Muscicapidae). Er was één soort:
- Ficedula hodgsoni synoniem: Muscicapella hodgsoni -  dwergniltava